# Alnus japonica
Alnus japonica — вид квіткових рослин з родини березових. Поширення: Південно-Східний Сибір, Східний Китай, Корея, Японія, Тайвань; інтродукція: Філіппіни.

## Біоморфологічна характеристика
Це кущ, невелике дерево 1–3 метра або дерево заввишки до 20 метрів. Кора сіро-коричнева, гладка. Гілки темно-сірі або сіро-коричневі, смугасті, голі; гілочки коричневі, голі або жовто запушені в молодому віці, іноді смолисто залозисті. Ніжка листка 1–3 см, рідко смолисто-залозиста й запушена. Листкова пластинка 4–14 × 2.5–4 см, спочатку знизу рідко запушена, ± гола, іноді смолиста, залозиста та бородчаста в пазухах бічних жилок, зверху гола, основа клиноподібна, край віддалено дрібнопилчастий, верхівка мукронатна, гостра або загострена; бічні жилки 7–11 з кожного боку від середньої жилки. Жіночі суцвіття по 2–5 у китиці, еліпсоїдні, ≈ 2 × 1–1.5 см. Горішок оберненояйцеподібний, 2–3 мм, з папероподібними крильцями ≈ 1/4 ширини горішка. Цвітіння: травень — липень, плодіння: липень і серпень.

## Середовище
Як піонер, дерево добре росте на повному сонячному світлі, хоча й тіньовитривале. Зустрічається на вологих ґрунтах вздовж струмків і на болотах, а також на відкритих ґрунтах.

## Використання
Цей вид є важливим джерелом дров. На Філіппінах його використовують як підстилку для вирощування грибів шиітаке. Деревина підходить для виготовлення меблів, інструментів, упаковки та виробництва деревного вугілля для пороху. Дерево висаджують для покращення стійкості на еродованих схилах та зсувах завдяки його розгалуженій бічній кореневій системі. Alnus japonica висаджують для тіні на кавових плантаціях та як дерево-годівницю на плантаціях Pinus kesiya на Філіппінах. Його висаджували під час лісовідновлення для рекультивації шахт. Також повідомляється, що місцеві жителі використовують його для удобрення полів.